# おんなの細道 濡れた海峡
おんなの細道・濡れた海峡は、1980年に武田一成が監督した日本の映画（日活ロマンポルノシリーズ）。1980年4月12日に公開された。

## キャスト
- カヤ子 - 桐谷夏子
- 島子 - 山口美也子
- ツエ子 - 小川恵
- 男 - 三上寛
- 社長 - 草薙幸二郎
- ヒラさん - 石橋蓮司
- 松夫 - 田山涼成
- 金二 - 大平忠行

## 受賞
- 1980年に開催された第2回横浜映画祭で7位を獲得した[2]。
- 1981年2月12日に行われた第4回日本アカデミー賞で、本作品とツィゴイネルワイゼンで脚本を担当した田中陽造は脚本賞を受賞した[3]。

## 参照資料
1. ↑  “おんなの細道 濡れた海峡” (Japanese). allcinema.   Stingray. 2014年6月27日閲覧。
2. ↑  “１９８０年度　日本映画ベストテン”. ヨコハマ映画祭～ヨコハマ映画祭の歴史. 2019年12月18日閲覧。
3. ↑  “第4回日本アカデミー賞優秀作品 - 日本アカデミー賞公式サイト”. 2019年12月18日閲覧。